# Alucita micrographa
Alucita micrographa är en fjärilsart som beskrevs av Diakonoff 1954. Alucita micrographa ingår i släktet Alucita och familjen mångfliksmott, (Alucitidae). Inga underarter finns listade i Catalogue of Life.